# 李道学
李 道学（イ・ドハク、朝鮮語: 이도학、1957年10月 - ）は、韓国の歴史学者。朝鮮古代史を専攻。韓国伝統文化大学教授。

## 人物
慶尚北道蔚珍郡生まれ。東国大学卒業。1984年、延世大学大学院修士課程修了。1991年、漢陽大学大学院博士課程修了。

## 著書
- 이도학『태왕의 나라 고구려유적』서경문화사、2011年10月3日。
- 이도학『후백제 진훤 대왕』주류성、2015年5月27日。
- 이도학『한국고대사 최대 쟁점 백제 요서경략』서경문화사、2021年7月10日。
- 이도학『백제사 신연구』학연문화사、2022年2月28日。
- 이도학『쉽고도 어려운 한국 고대사』학연문화사、2022年8月15日。